# EKupi
eKupi je hrvatska internetska trgovina osnovana 2010. godine.
Poslovanje u Hrvatskoj započelo je 2010. godine, a kroz godine proširilo se na područje Bosne i Hercegovine, Srbije, Crne Gore i Sjeverne Makedonije.
Sjedište poduzeća u Hrvatskoj nalazi se u Rugvici, na mjestu logističko-distributivnog centar na istočnoj strani grada Zagreba, na adresi Dugoselska cesta 5.
U veljači 2020. godine dolazi do redizajna mrežne stranice.
Godine 2021. počinju se otvarati pick up point-ovi i paketomati, uz koje se uvodi besplatna dostava.

## Vanjske poveznice
- Službene internetske stranice  Arhivirana inačica izvorne stranice od 11. svibnja 2011. (Wayback Machine)